# Uroderma
Uroderma is een geslacht van zoogdieren uit de familie van de bladneusvleermuizen van de Nieuwe Wereld (Phyllostomidae). De wetenschappelijke naam van het geslacht werd in 1865 gepubliceerd door Wilhelm Peters.

## Soorten
Er worden 5 soorten in dit geslacht geplaatst:
- Uroderma bakeri Mantilla-Meluk, 2014
- Uroderma bilobatum Peters, 1866 – Prieelvleermuis
- Uroderma convexum Lyon, 1902
- Uroderma davisi Baker & McDaniel, 1972
- Uroderma magnirostrum Davis, 1968